# Jailangkung
Jailangkung (AFI do indonésio: [dʒai'laŋkuŋ]), também chamado de jelangkung ([dʒə'laŋkuŋ]), é um ritual popular indonésio de comunicação com os espíritos dos mortos. Ele usa uma efígie que um espírito possui após ser convocado. A prática surgiu em sua forma atual no início da década de 1950 e tem origem na tradição chinesa de adivinhação de espíritos com cesta, embora também tenha semelhanças com um ritual tradicional javanês chamado nini towong. Também se brinca o jailangkung como um jogo tradicional por crianças e adultos, atraindo críticas de autoridades médicas e religiosas. Sua representação no filme Jelangkung de 2001 iniciou um renascimento do gênero de terror indonésio.

## Prática
Jailangkung é um ritual de sessão mediúnica para comunicação com os espíritos dos mortos, que são convocados por meio de mantras simples. O termo também descreve a efígie de palha que um espírito possui ao se comunicar com o público. O corpo da efígie é feito de um cesto e coberto com uma camisa. Um espírito masculino também é chamado de jailangkung, enquanto um espírito feminino é chamado de jailangse. Durante o ritual, uma lousa e giz são fornecidos para o espírito se comunicar com o público. Comida e chá podem ser oferecidos para encorajar o espírito a escrever e se comunicar. Métodos alternativos pedem à efígie ou outro objeto possuído que aponte para letras do alfabeto escritas em pedaços de papel, ou para que bata na mesa.
O ritual também é jogado como um jogo por crianças e adultos, convocando os espíritos para fazer perguntas cômicas. É um passatempo noturno popular entre estudantes javaneses do ensino médio e universitários. As reuniões de jailangkung às vezes resultam no desenvolvimento do que são considerados problemas comportamentais pelos participantes e são regularmente denunciadas por autoridades médicas e religiosas (cristãs e muçulmanas).

## Origens
Jailangkung origina-se da prática chinesa de adivinhação com cesta para escrita de espíritos. Embora esta prática remonte a vários séculos na China, tornou-se ínfima na diáspora chinesa na década de 1950. Sua etimologia é o termo chinês que significa "divindade da cesta de vegetais" (em chinês: 菜籃公, Càilángōng). Um relato de 1854 feito por observadores europeus em Ningbo, publicado no Chamber's Edinburgh Journal, descreveu a prática de adivinhação como "uma epidemia: dificilmente havia uma casa em que não fosse praticada por um período quase diário". Jailangkung ressurgiu entre as comunidades urbanas da Indonésia e tornou-se famoso na sua forma atual no início dos anos 1950. A antropóloga cingapuriana Margaret Chan observou que todos os seus informantes indonésios conheciam a prática. O escritor indonésio Hersri Setiawan, que já foi prisioneiro político do governo da Nova Ordem na década de 1970, lembrou que os presos muitas vezes passavam o tempo jogando jailangkung.
Setiawan observou que jailangkung é semelhante ao ritual animista tradicional javanês chamado nini towong ou nini towok, que também se tornou um jogo teatral jogado durante a lua cheia pelas crianças da aldeia. Na tradição javanesa, os espíritos eram sempre femininos, aparecendo como figura de avó. Quando o jailangkung reapareceu como prática, adotou a tradição chinesa de reconhecer espíritos masculinos e femininos. Ele levantou a hipótese de que a presença de um espírito masculino dominante era mais relacionada aos conceitos javaneses de governante e súdito. Chan teorizou que o jailangkung chinês masculino foi introduzido nos centros urbanos da Indonésia por imigrantes chineses do século XIX, enquanto o nini towong javanês feminino teria se derivado da deusa chinesa Zigu, que é invocada nas adivinhações de cesta de espíritos, introduzida na Indonésia em uma época anterior.

## Na cultura popular
Jailangkung apareceu em filmes de terror. Foi tema do filme de baixo orçamento Jelangkung de 2001, de Rizal Mantovani e Jose Poernomo. O filme foi uma sensação de bilheteria visto por mais de 1,5 milhão de pessoas e reviveu o gênero de filmes de terror indonésio, estabelecendo novas convenções para futuros filmes de terror. Tornou-se o filme de maior bilheteria da história da Indonésia na época.